# Lista de cidades de Dakota do Norte

Localização de Dakota do Norte nos Estados Unidos.

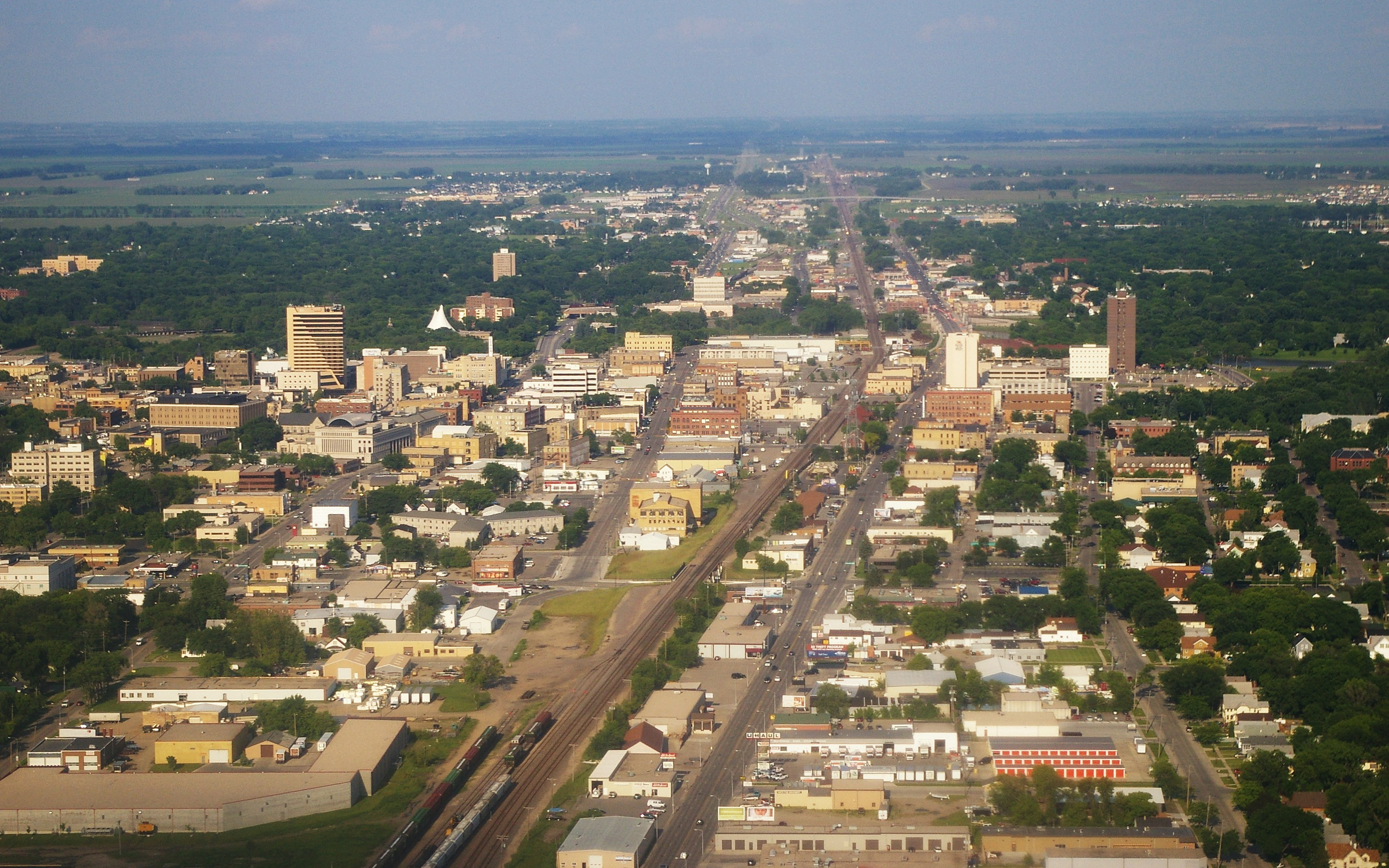
Fargo, maior cidade de Dakota do Norte.

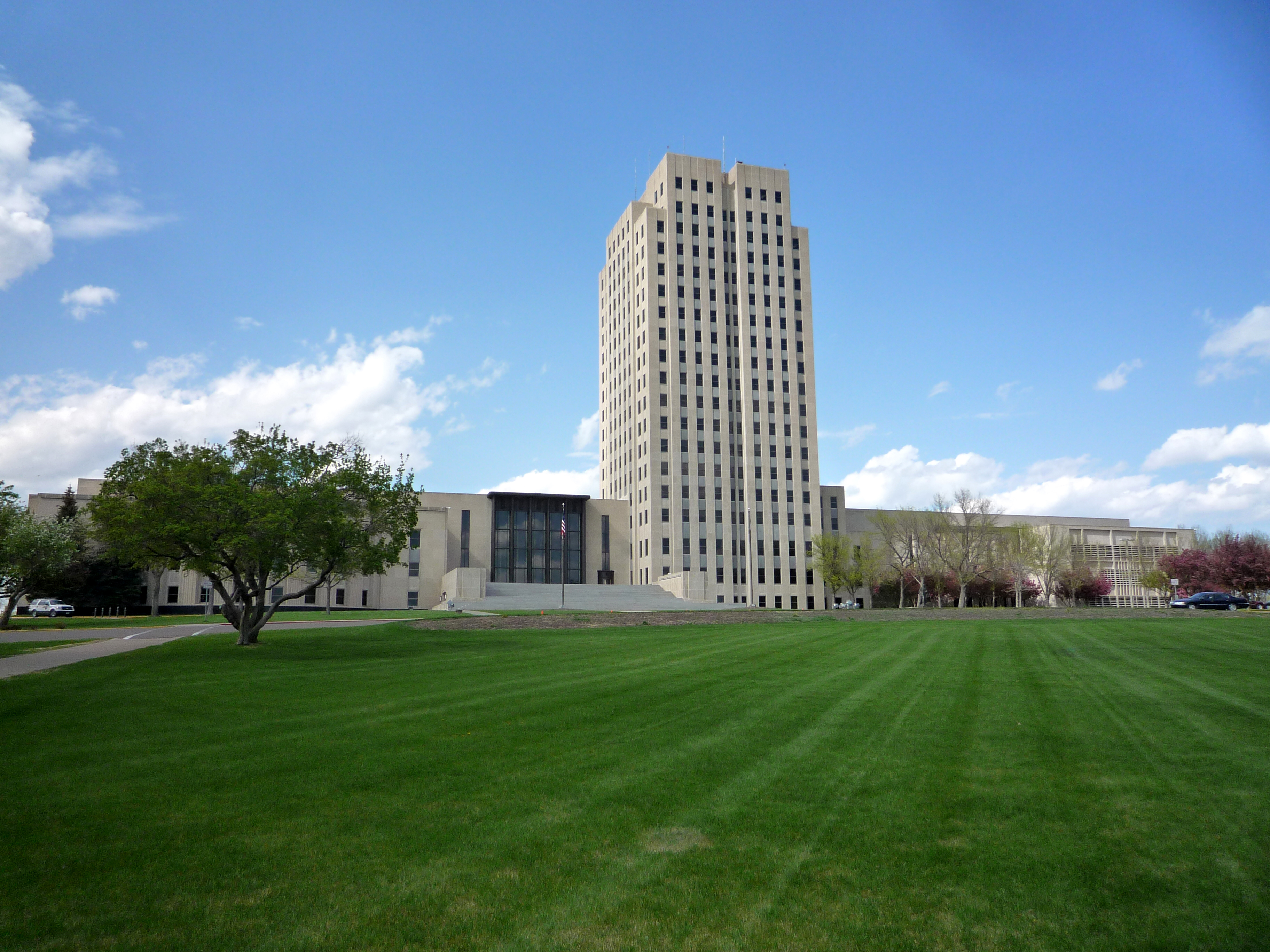
Bismarck, capital e segunda cidade mais populosa de Dakota do Norte.

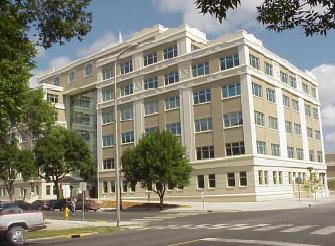
Edifício em Grand Forks, terceira cidade mais populosa de Dakota do Norte.

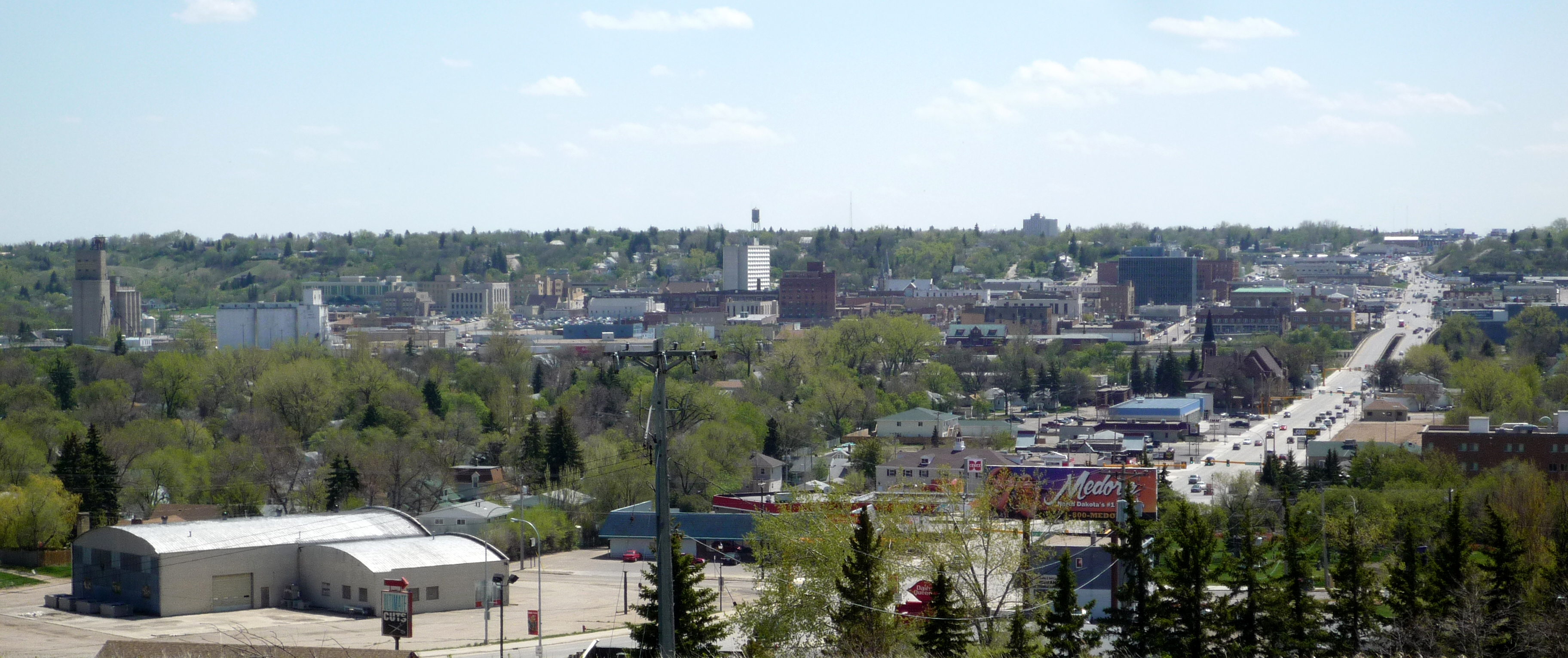
Panorama de Minot, quarta maior cidade de Dakota do Norte.

A Dakota do Norte é um estado localizado na Região Norte dos Estados Unidos. Todas as comunidades incorporadas de Dakota do Norte são consideradas cidades, independentemente do tamanho ou população. Não há distinção de cidades, vilas ou aldeias no estado. De acordo com o censo dos Estados Unidos de 2010, Dakota do Norte é o 3º estado menos populoso do país, com uma população de 672 591 habitantes, e o 19º maior por extensão territorial, abrangendo 183 107,79 km² de área.
Abaixo segue-se uma lista com as cidades de Dakota do Norte.

## A
- Abercrombie
- Adams
- Alamo
- Alexander
- Alice
- Almont
- Alsen
- Ambrose
- Amenia
- Amidon
- Anamoose
- Aneta
- Antler
- Ardoch
- Argusville
- Arnegard
- Arthur
- Ashley
- Ayr

## B
- Balfour
- Bantry
- Barney
- Bathgate
- Beach
- Belden
- Belfield
- Benedict
- Bergen
- Berlin
- Berthold
- Beulah
- Binford
- Bisbee
- Bismarck
- Bottineau
- Bowbells
- Bowdon
- Bowman
- Braddock
- Briarwood
- Brinsmade
- Brocket
- Buchanan
- Bucyrus
- Buffalo
- Burlington
- Butte
- Buxton

## C
- Calio
- Calvin
- Cando
- Canton City
- Carpio
- Carrington
- Carson
- Casselton
- Cathay
- Cavalier
- Cayuga
- Center
- Chaffee
- Christine
- Churches Ferry
- Cleveland
- Clifford
- Cogswell
- Coleharbor
- Colfax
- Columbus
- Conway
- Cooperstown
- Courtenay
- Crary
- Crosby
- Crystal

## D
- Davenport
- Dawson
- Dazey
- Deering
- Des Lacs
- Devils Lake
- Dickey
- Dickinson
- Dodge
- Donnybrook
- Douglas
- Drake
- Drayton
- Dunn Center
- Dunseith
- Dwight

## E
- Edgeley
- Edinburg
- Edmore
- Egeland
- Elgin
- Ellendale
- Elliott
- Emerado
- Enderlin
- Epping
- Esmond

## F
- Fairdale
- Fairmount
- Fargo
- Fessenden
- Fingal
- Finley
- Flasher
- Flaxton
- Forbes
- Fordville
- Forest River
- Forman
- Fort Ransom
- Fortuna
- Fort Yates
- Fredonia
- Frontier
- Fullerton

## G
- Gackle
- Galesburg
- Gardena
- Gardner
- Garrison
- Gascoyne
- Gilby
- Gladstone
- Glenburn
- Glenfield
- Glen Ullin
- Golden Valley
- Golva
- Goodrich
- Grace City
- Grafton
- Grand Forks
- Grandin
- Grano
- Granville
- Great Bend
- Grenora
- Gwinner

## H
- Hague
- Halliday
- Hamburg
- Hamilton
- Hampden
- Hankinson
- Hannaford
- Hannah
- Hansboro
- Harvey
- Harwood
- Hatton
- Havana
- Haynes
- Hazelton
- Hazen
- Hebron
- Hettinger
- Hillsboro
- Hirschville
- Hoople
- Hope
- Horace
- Hunter
- Hurdsfield

## I
- Inkster

## J
- Jamestown
- Jud

## K
- Karlsruhe
- Kathryn
- Kenmare
- Kensal
- Kief
- Killdeer
- Kindred
- Klosten
- Knox
- Kramer
- Kulm

## L
- Lakota
- LaMoure
- Landa
- Langdon
- Lankin
- Lansford
- Larimore
- Lawton
- Leal
- Leeds
- Lehr
- Leith
- Leonard
- Lidgerwood
- Lignite
- Lincoln
- Linton
- Lisbon
- Litchville
- Loma
- Loraine
- Ludden
- Luverne

## M
- McClusky
- McHenry
- McVille
- Maddock
- Makoti
- Mandan
- Mantador
- Manvel
- Mapleton
- Marion
- Marmarth
- Martin
- Max
- Maxbass
- Mayville
- Medina
- Medora
- Mercer
- Michigan City
- Milnor
- Milton
- Minnewaukan
- Minot
- Minto
- Mohall
- Monango
- Montpelier
- Mooreton
- Mott
- Mountain
- Munique
- Mylo

## N
- Napoleon
- Neche
- Nekoma
- Newburg
- New England
- New Leipzig
- New Rockford
- New Salem
- New Town
- Niagara
- Nome
- Noonan
- North River
- Northwood

## O
- Oakes
- Oberon
- Oriska
- Osnabrock
- Overly
- Oxbow

## P
- Page
- Palermo
- Park River
- Parshall
- Pekin
- Pembina
- Perth
- Petersburg
- Pettibone
- Pick City
- Pillsbury
- Pingree
- Pisek
- Plaza
- Portal
- Portland
- Powers Lake
- Prairie Rose

## R
- Rawson
- Ray
- Reeder
- Regan
- Regent
- Reile's Acres
- Reynolds
- Rhame
- Richardton
- Riverdale
- Robinson
- Rocklake
- Rogers
- Rolette
- Rolla
- Ross
- Rugby
- Ruso
- Rutland
- Ryder

## S
- St. John
- St. Michael
- St. Thomas
- Sanborn
- Sarles
- Sawyer
- Scranton
- Selfridge
- Sentinel Butte
- Sharon
- Sheldon
- Sherwood
- Sheyenne
- Sibley
- Solen
- Souris
- South Heart
- Spiritwood Lake
- Springbrook
- Stanley
- Stanton
- Starkweather
- Steele
- Strasburg
- Streeter
- Surrey
- Sykeston

## T
- Tappen
- Taylor
- Thompson
- Tioga
- Tolley
- Tolna
- Tower City
- Towner
- Turtle Lake
- Tuttle

## U
- Underwood
- Upham

## V
- Valley City
- Velva
- Venturia
- Verona
- Voltaire

## W
- Wahpeton
- Walcott
- Wales
- Walhalla
- Warwick
- Washburn
- Watford City
- West Fargo
- Westhope
- White Earth
- Wildrose
- Williston
- Willow City
- Wilton
- Wimbledon
- Wing
- Wishek
- Wolford
- Woodworth
- Wyndmere

## Y
- York

## Z
- Zap
- Zeeland